# MAXPORTS
맥스포츠(MAXPORTS)는 대한민국의 미디어 법인인 맥스포츠미디어(Maxports Media)에서 운영하는 스포츠 전문 텔레비전 채널이다.

## 연혁
- 한국프로축구연맹과 한국핸드볼연맹은 공동 출자를 통해 2023년 6월 1일자로 신규 미디어 법인인 맥스포츠 미디어를 설립했으며, 필콘미디어와의 업무 협약을 통해
- 2023년 11월 1일에 MAXPORTS 채널을 개국하였다.

- 2024년 11월 1일에 필콘미디어에서 보유하고 있던 맥스포츠티비의 지분을 모두 맥스포츠미디어에 매각하며 맥스포츠티비는 맥스포츠미디어의 완전 자회사가 되었다.